# Yacht Club Santo Amaro
O Yacht Club Santo Amaro foi fundado em 8 de agosto de 1930 com o nome de "Deutscher Segel-Club".
Localizado às margens da Represa Guarapiranga, surgiu como clube de vela da comunidade alemã em São Paulo. Em 1938, ocorreu a mudança de nome, em virtude de leis do Estado Novo. Desde 2016 seu Comodoro é o Sr. Christian Hellner.
Desde então tornou-se uma das pedras fundamentais do iatismo no Brasil, tendo ajudado a formar grandes campeões, como Robert Scheidt, Alex Welter, Reinaldo Conrad e Peter Ficker.

## Títulos Internacionais
Os títulos internacionais obtidos por seu quadro de associados ao longo da história incluem uma extensa lista. Campeões brasileiros e sulamericanos do iatismo foram suprimidos nessa primeira listagem que concentra os títulos internacionais mais importantes.

### Medalhas de Ouro Olimpícas
- 1980 - Alex Welter / Lars Bjorkström na classe Tornado
- 1996 - Robert Scheidt na classe Laser
- 2004 - Robert Scheidt na classe Laser

### Medalhas de Prata Olímpicas
- 2000 - Robert Scheidt na classe Laser
- 2008 - Robert Scheidt na classe Star

### Medalhas de Bronze Olímpicas
- 1968 - Reinaldo Conrad / Burkhard Cordes na classe Flying Dutchman
- 1976 - Reinaldo Conrad / Peter Ficker na classe Flying Dutchman

### Campeões Mundiais
- 1959 - Reinaldo Conrad / Marcos Moraes de Barros na classe Snipe
- 1963 - Reinaldo Conrad / Ralph Conrad na classe Snipe
- 1965 - Peter Biekarck / Bernhard Brunckhorst na classe Penguin
- 1970 - Claudio Biekarck / George Ehrensberger na classe Penguin
- 1971 - Alex Welter / Joaquim Doeding na classe Penguin
- 1972 - Gunnar Ficker / Joaquim Doeding na classe Penguin
- 1973 - Claudio Kunze / Michael Norris na classe Penguin
- 1974 - Sergio Montag / Paulo Cezar Rodrigues na classe Penguin
- 1975 - Joaquim Feneberg / Ralph Christian na classe Lightning
- 1975 - Sergio Montag / Paulo Cezar Rodrigues na classe Penguin
- 1976 - Erika Lessmann / Stella Barella na classe Penguin
- 1977 - Erika Lessmann / Patrícia Dietrich na classe Penguin
- 1982 - Carlos Henrique Wanderley / Robert Anderson na classe Penguin
- 1983 - Carlos Henrique Wanderley / Thomas Scheidt na classe Penguin
- 1983 - Marcelo Batista da Silva na classe Lightning
- 1991 - Robert Scheidt na classe Laser, categoria 'Junior'
- 1991 - Tiago Meyer Jens na classe Optimist
- 1995 - Robert Scheidt na classe Laser
- 1996 - Robert Scheidt na classe Laser
- 1997 - Robert Scheidt na classe Laser
- 2000 - Robert Scheidt na classe Laser
- 2001 - Robert Scheidt na classe Laser
- 2002 - Robert Scheidt na classe Laser
- 2002 - Mark Stegmann Pineda na classe Lightning,  categoria 'Junior'
- 2002 - Robert Scheidt na classe Laser
- 2003 - Isabel Barzaghi Ficker / Laura Zanni na classe 420
- 2004 - Mark Stegmann Pineda na classe Lightning, categoria 'Junior'
- 2004 - Robert Scheidt na classe Laser
- 2005 - Robert Scheidt na classe Laser
- 2007 - Robert Scheidt / Bruno Prada na classe Star

### Medalhas de Ouro em Jogos Pan-Americanos
- 1959 - Reinaldo Conrad / A. M. Moraes de Barros na classe Snipe
- 1963 - Hans Domschke na classe Finn
- 1963 - Joaquim Roderbourg / Klaus Hendricksen na classe Flying Dutchman
- 1963 - Reinaldo Conrad / Ralph Conrad na classe Snipe
- 1971 - João Pedro Reinhardt / Ralph Christian na classe Snipe
- 1971 - Manfred von Schaaffhausen / Peter Ficker na classe Lightning
- 1979 - Joaquim Feneberg / Ralph Christian na classe Lightning
- 1983 - Claudio Biekarck / Gunnar Ficker / Ralph Berger na classe Lightning
- 1975 - Reinaldo Conrad / Burkhard Cordes na classe Flying Dutchman
- 1995 - Robert Scheidt na classe Laser
- 1999 - Robert Scheidt na classe Laser
- 2003 - Robert Scheidt na classe Laser